# La Romaine
La Romaine is een gemeente in het Franse departement Haute-Saône in de regio Bourgogne-Franche-Comté, die deel uitmaakt van het arrondissement Vesoul. De gemeente is op 15 december 2015 ontstaan door de fusie van de gemeenten Le Pont-de-Planches, Greucourt en Vezet. La Romaine telde op 1 januari 2022 519 inwoners.

## Geografie
De oppervlakte van La Romaine bedroeg op 1 januari 2022 21,22 vierkante kilometer; de bevolkingsdichtheid was toen 24,5 inwoners per km².

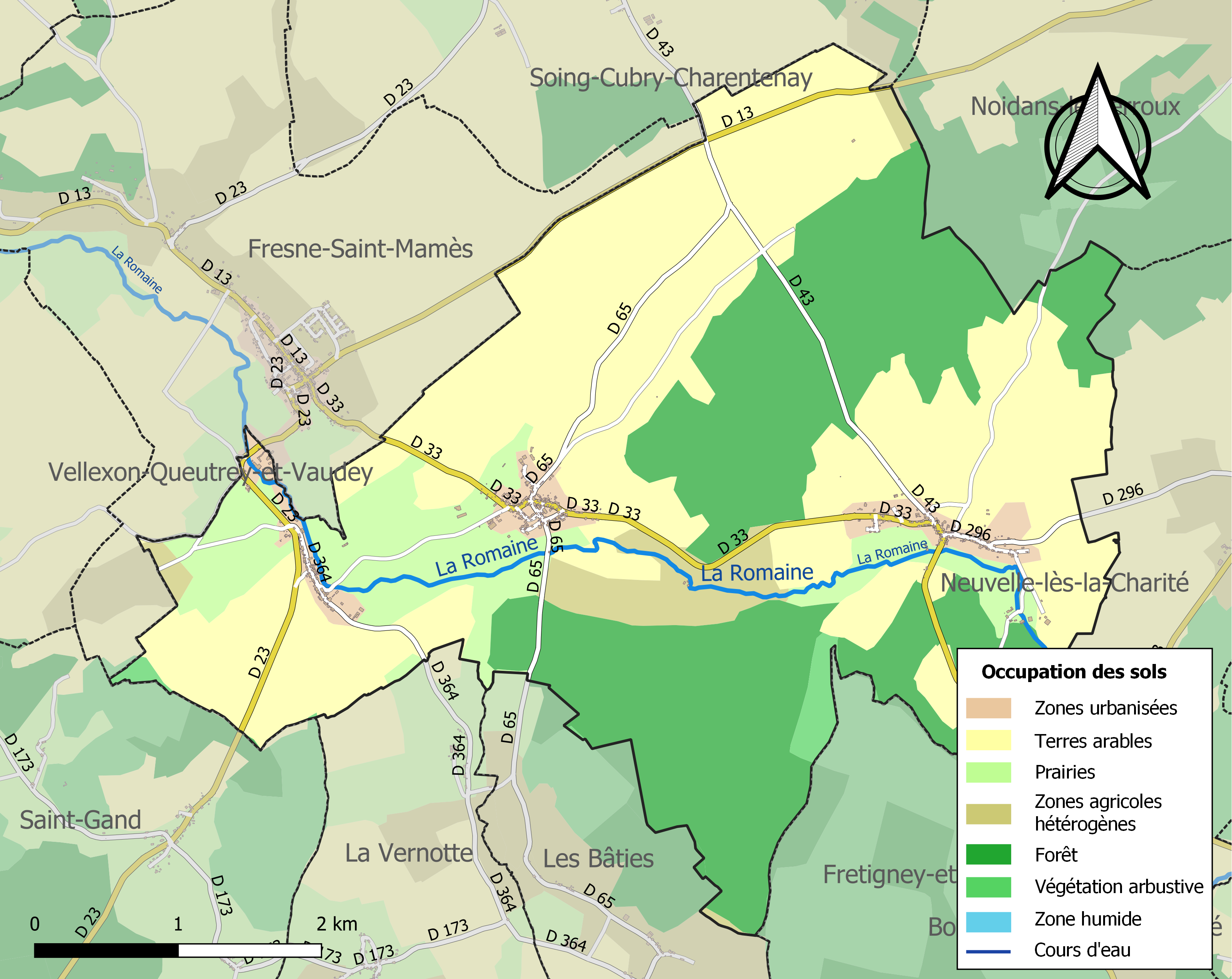
Kaart van de gemeente met de belangrijkste infrastructuur, bodemgebruik en omliggende gemeenten